# Blood Omen 2: Legacy of Kain
Blood Omen 2: Legacy of Kain es un videojuego lanzado para la consola PlayStation 2, Xbox, Game Cube y para PC. Es la secuela de Blood Omen y el cuarto juego en la serie Legacy of Kain. Fue lanzado en el 2002 por Crystal Dynamics y Eidos Interactive.

## Historia
La historia comienza doscientos años después de los hechos acontecidos en Blood Omen en la línea alterada creada por Kain al evitar que la Segadora absorbiera a Raziel en Soul reaver 2, Kain despertó de su estado de inconsciencia en la ciudad de Meridian. Hasta entonces había sido cuidado por Umah, una integrante de la resistencia vampírica conocida como La Cábala. Kain fue puesto al día de los cambios acaecidos desde su derrota y del estado actual de Nosgoth. En este nuevo mundo, Kain encontró a Vorador como líder de un reducido grupo de vampiros enfrentados a los Sárafan. Así, le fue encomendada la tarea de investigar lo que los Sárafan ocultaban en el barrio industrial, que resultó ser ni más ni menos que la Piedra Nexo, un objeto que misteriosamente poseía la habilidad de repeler los ataques de la Soul Reaver, y además adquiere información parcial sobre una incipiente arma hylden conocida como El Artefacto.
Para averiguar más sobre esta arma, Vorador insta a Kain a visitar a una antigua hylden conocida como la Vidente. Esta hylden ayuda a Kain otorgándole el poder de la Telequinesia y transportándolo hacia la entrada del Artefacto. Allí Kain vuelve a encontrar ayuda en una criatura de aspecto monstruoso. Ésta le ofrece información acerca del Artefacto y de la criatura que lo habitaba (conocida como La Masa), así como la forma de acabar con ella. Siguiendo estas indicaciones, Kain parte hacia la Prisión Eterna, lugar del que servía de cautiverio al hylden conocido como el Constructor, quien ideó el mismísimo Artefacto.
Cuando Kain dio con este hylden supo de la forma de eliminar a la Masa: envenenándola con la sangre del Constructor. Kain regresó al Artefacto y destruyó a La Masa. De vuelta a la cámara donde se hallaba la criatura observó cómo ésta había desaparecido y en su lugar estaba el viejo vampiro Janos Audron. Tras una breve explicación sobre esta aparición, sobre el origen de la enemistad entre hylden y vampiros y sobre los planes inmediatos de Lord Sárafan, Janos se transportó junto con Kain al santuario de la Cábala para trazar un plan de ataque.
La misión de Kain consistía en desactivar las defensas de la ciudad Hylden para entrar con refuerzos y más tarde cerrar la puerta que servía a los hylden de acceso a este mundo utilizando la piedra Nexo. Sin embargo, en los muelles, Umah traiciona a Kain, robándole la piedra Nexo, en un intento de evitar que él se convirtiera en lo mismo contra lo que luchaban. Más adelante, Kain encuentra a una malherida Umah, quien no era lo suficientemente fuerte para luchar sola contra los hombres de la Orden Sárafan. En lugar de ayudarla, Kain la mató por su traición. Tras desactivar los escudos de la ciudad, Janos y Vorador acuden en la ayuda de Kain para enfrentarse a Lord Sárafan. Este último deja inconsciente a Vorador y huye. Janos se queda con Vorador, mientras Kain persiguió a Lord Sárafan hasta la misma puerta Hylden. Allí se enfrentan. Durante la pelea, Kain arroja la piedra Nexo al vórtice de la puerta y ésta comenzó a cerrarse. Janos se presenta para ayudar a Kain, pero es vencido y expulsado a la dimensión demoníaca por la puerta que se estaba cerrando. Kain aprovecha la oportunidad para recuperar la Soul Reaver y eliminar a Lord Sárafan.
El siguiente paso que da Kain fue recuperar seis cadáveres de los sacerdotes-guerreros Sárafan y resucitarlos como vampiros para que le sirvieran como nuevos lugartenientes en su conquista de Nosgoth, incluyendo a su primer comandante: Raziel.

## Dotes Oscuras
Por su camino Kain se encontrará múltiples vampiros que están al servicio de Lord Sarafan. Cuando Kain los mata puede absorber su sangre y obtener de ella Dotes Oscuras (técnicas vampiricas sobrehumanas).
Empezarás con solo 2:
- Furia (Kain): cargas tu barra de rabia (resistiendo golpes) y la utilizas propinando un golpe mortal.
- Niebla (Kain): te permite convertirte en niebla y ser invisible ante los ojos de los enemigos, acercarte por detrás y darle un golpe mortal al enemigo.

Pero más adelante irás obteniendo otras:
- Salto (Faustus, nivel 2): te permite efectuar un salto que cubre distancias imposibles (útil para barrancos, canales de agua). Si se usa en combate, derriba a los enemigos.
- Encantar (Marcus, nivel 4): permite hipnotizar a ciudadanos y operarios para que activen mecanismos inalcanzables para ti. Puedes usarlo en combate para aturdir a un enemigo, lo que te da unos preciosos segundos.
- Berserker (Sebastian, nivel 6): un rapidísimo combo de golpes, similar a la Furia, con un vistoso efecto parecido al de las balas en Matrix. Muy útil para situaciones de peso.
- Telequinesis (La Vidente, nivel 7): sirve únicamente para activar los interruptores verdes de los niveles finales. Si la usas en combate, lanzarás un proyectil telequinético que los lanzará varios metros hacia atrás. Esta es la única dote oscura que no se obtiene mediante combate.
- Inmolación (Magnus, nivel 8): acaba con todos los enemigos de un solo golpe, sin importar su nivel, resistencia o barra de vida (excepto Lord Sarafan), incinerándolos.

## Recepción
Blood Omen 2 recibió críticas mixtas tras su lanzamiento. IGN destacó que, aunque el juego presentaba un mundo oscuro y gótico con texturas impresionantes, el combate resultaba "lento, redundante y notoriamente formulista", lo que hacía que la experiencia se sintiera como una aventura de acción descuidada. Por su parte, GameSpot señaló que los seguidores de Soul Reaver encontrarían elementos familiares en Blood Omen 2, pero el juego carecía de la innovación y el drama que hicieron memorable a entregas anteriores de la saga. A pesar de las críticas, el título logró un desempeño comercial sólido, siendo incluido en la colección "Greatest Hits" de Sony.